# Västnorska mål
Västnorska mål (Vestnorske mål) är en benämning på de norska dialekter, som talas i landets västra och södra delar, framförallt i dåvarande Vest-Agder fylke, dåvarande Hordaland fylke samt Rogaland fylke. Dialekterna som talas i Vest- och Aust-Agder respektive Hordaland och Rogaland skiljs ibland mellan "sørlandsnorsk" respektive "vestlandsnorsk". Här finns dock flera lokala variationer, i synnerhet kring staden Bergen, där flera olika sociolekter och lokala dialekter finns. Därför brukar dialekten som talas inne i Bergen kallas "bergensk". Norrmän använder också beteckningen "vestlandsk", som gäller för båda Bergen och resten av kommunerna i fylket Hordaland. Det finns vissa sociolektala och dialektala skillnader mellan de bägge tungomålen, framförallt mellan arbetarklass och medelklass, där de med lägre ställt har bibehållit en mer ålderdomlig dialekt. Dialekten skiljer sig även ganska väsentligt mellan Bergen och Ålesund. 
Den största skillnaden mot det övriga norska språket är vest- och sørlandsnorskans utbredda tungrots-r, vilket påminner starkt om norddanskans r-uttal. Även här finns dock skillnader. Särskilt tydliga är tungrots-r:en från södra Rogaland till västra Aust-Agder. Men i vissa områden runt Bergen samt i inlandet finns det också områden där man talar med tungspets-r. De är oftast tjockare än tungspets-r:en i östra Norge och i central-Norge.  
I de flesta kommunerna i Hordaland och Rogaland är e-ändelserna i ord som "kaste", "seile" och "løpe" utbytta mot -a, varvid orden istället slutar på "kasta", "seila" och "løpa", ungefär som i det svenska språket. Några undantag är i Bergen, men också i Eiganes, ett distrikt i Stavanger, Rogaland. Dialekter från dessa områden har mer av e-ändelser från östra Norge. I Vest-Agder är dock ändelserna oftast -e.